# Тиса (Усти на Лаби)
Тиса (чеш. Tisá) је насељено мјесто са административним статусом сеоске општине (чеш. obec) у округу Усти на Лаби, у Устечком крају, Чешка Република.

## Становништво
Према подацима о броју становника из 2014. године насеље је имало 933 становника.